# Anisophaedis ohkurai
Anisophaedis ohkurai is een keversoort uit de familie zwartlijven (Tenebrionidae). De wetenschappelijke naam van de soort is voor het eerst geldig gepubliceerd in 1993 door K. Ando.